# Burgstelle Hohenteufen
Die Burgstelle Hohenteufen, alemannisch Hohen-Tüfen genannt, ist eine abgegangene mittelalterliche Höhenburg bei Teufen im Kanton Zürich in der Schweiz, die Sitze des jüngeren Zweiges des Teufener Adelsgeschlechts war.

## Lage
Die Burgstelle liegt auf einer Höhe von 568 m ü. M. auf einem markanten Grat, der vom Hörnli am westlichen Rand des Hochplateaus auf dem Irchels zum Rhein hinunterführt. Bis zur Burgstelle Altenteufen beträgt die Entfernung knapp einen Kilometer, bis zum Rhein gut 700 Meter. Die Burgstelle ist entweder von Oberteufen in 15 Minuten Fussmarsch zu erreichen, wobei ungefähr 100 Höhenmeter zu überwinden sind oder von einem Parkplatz oberhalb des Dorfes in 10 Minuten.

## Geschichte

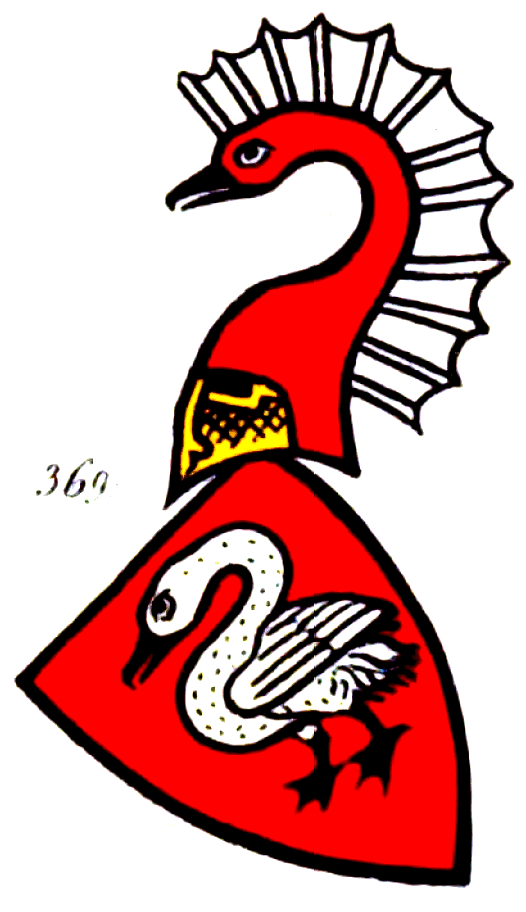
Wappen von Hohenteufen in der Zürcher Wappenrolle (Rekonstruktion von Runge)

Das hochadelige Geschlecht der Freiherren von Teufen wurde im 12. Jh. erstmals erwähnt. Um 1270 spaltete sich eine jüngere Linie ab, die wahrscheinlich von Tiefenstein im Südschwarzwald stammte, das 1272 durch Rudolf von Habsburg geschleift wurde. Im selben Jahr wird erstmals Hugo iunior de Tufen superiori – ein Teufener aus der sich nach der Burg Hohenteufen nannte, erwähnt, der noch das Wappen mit dem Löwen trug, wie die Tiefensteiner.
Die Hohenteufener übernahmen die Burg Altenteufen am Ende des 13. Jahrhunderts, als das Geschlecht von Altenteufen ausgestorben war. Die beiden Burgen waren damals bereits Lehen der Habsburger. Nachdem 1314 die letzte angeheiratete Teufnerin gestorben war, wurde das Lehen von Hohenteufen an Johannes zum Thor aus Winterthur vergeben. Die Burg wurde 1334 von den Zürchern  zerstört. Die Ruine wurde später von der lokalen Bevölkerung als Steinbruch verwendet. Seit 2008 gehört sie der Gemeinde.

## Bauwerk
Die Burg war verglichen mit Altenteufen eine grössere Anlage. Das Gelände rund um die Burgstelle fällt steil ab, sodass keine Gräben um die Burg nötig waren. Das grösste Bauwerk war der Bergfried oder Wohnturm mit Aussenmassen von 11,5 Meter und einer Mauerstärke von 3,5 Metern. Er stand am Rande eines 35 × 18 Meter grossen Hofs mit Umfassungsmauer auf der Südseite des Areals, heute der höchste Punkt der bebauten Fläche. Aussen bestand er aus massiven Tuffsteinen, der Zwischenraum war mit Flusssteinen und Mergel ausgefüllt. In der nordwestlichen Ecke des rund drei Meter tiefer liegenden Hofes stand ein rechteckiges Gebäude, dessen Zweck unklar ist – ein Palas, ein Haus für Bedienstete, ein Gäste- oder Wachhaus? Auch eine Zisterne dürfte im Hof angelegt worden sein. Der Burghof war von einer massiven Umfassungsmauer umgeben. Der Zugang erfolgte von der nordwestlichen Ecke.
Nördlich gegen den Rhein lag auf einer ca. dreizehn Meter tiefer liegenden Terrasse eine 26 × 36 Meter grosse Vorburg, die vermutlich von einer hölzernen Palisade umgeben war. Innerhalb der Vorburg lagen Ställe, Schuppen und Handwerkerbauten. Der Zugang erfolgte über einen Weg auf der Westseite.

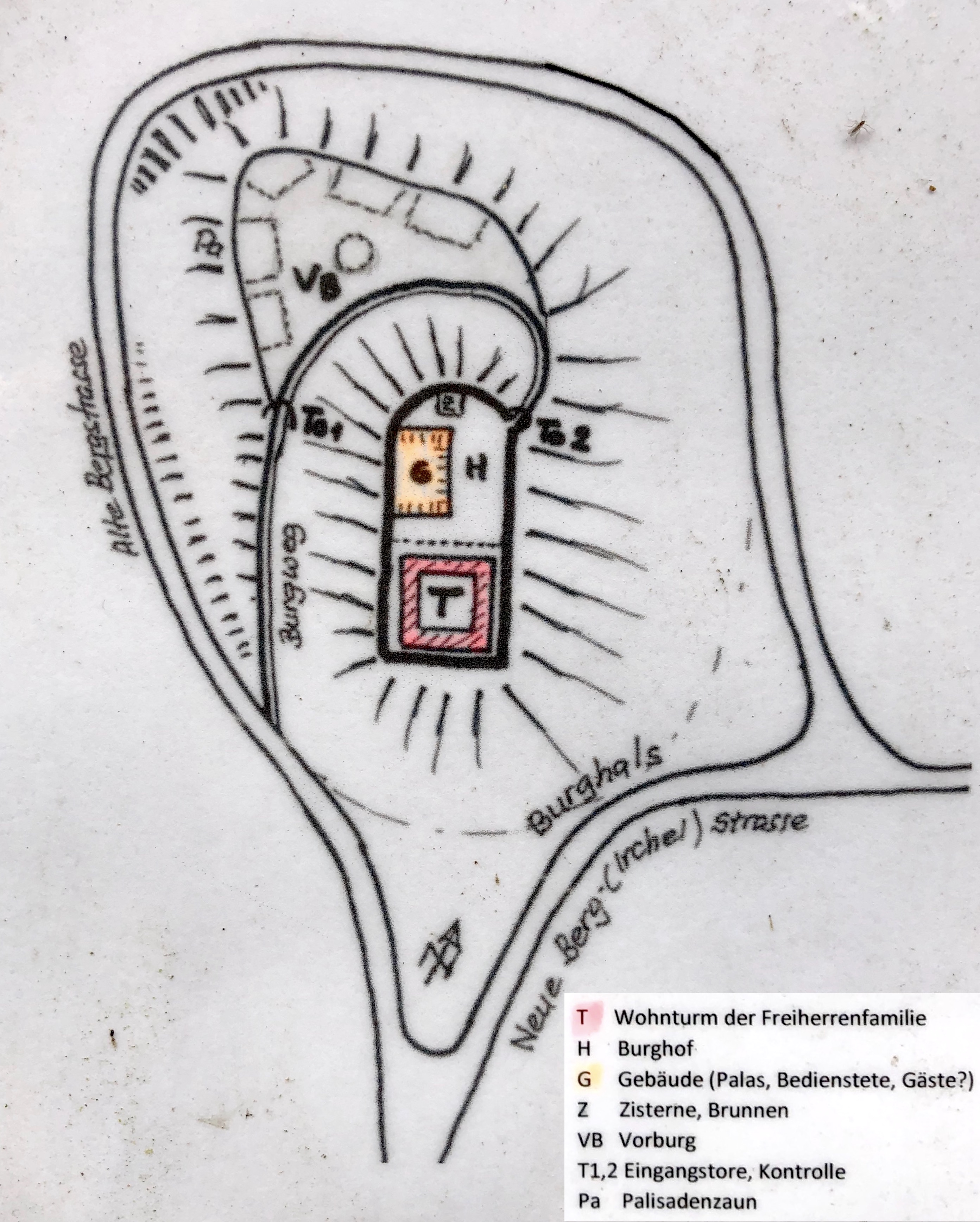
Plan der Anlage (Infotafel vor Ort)
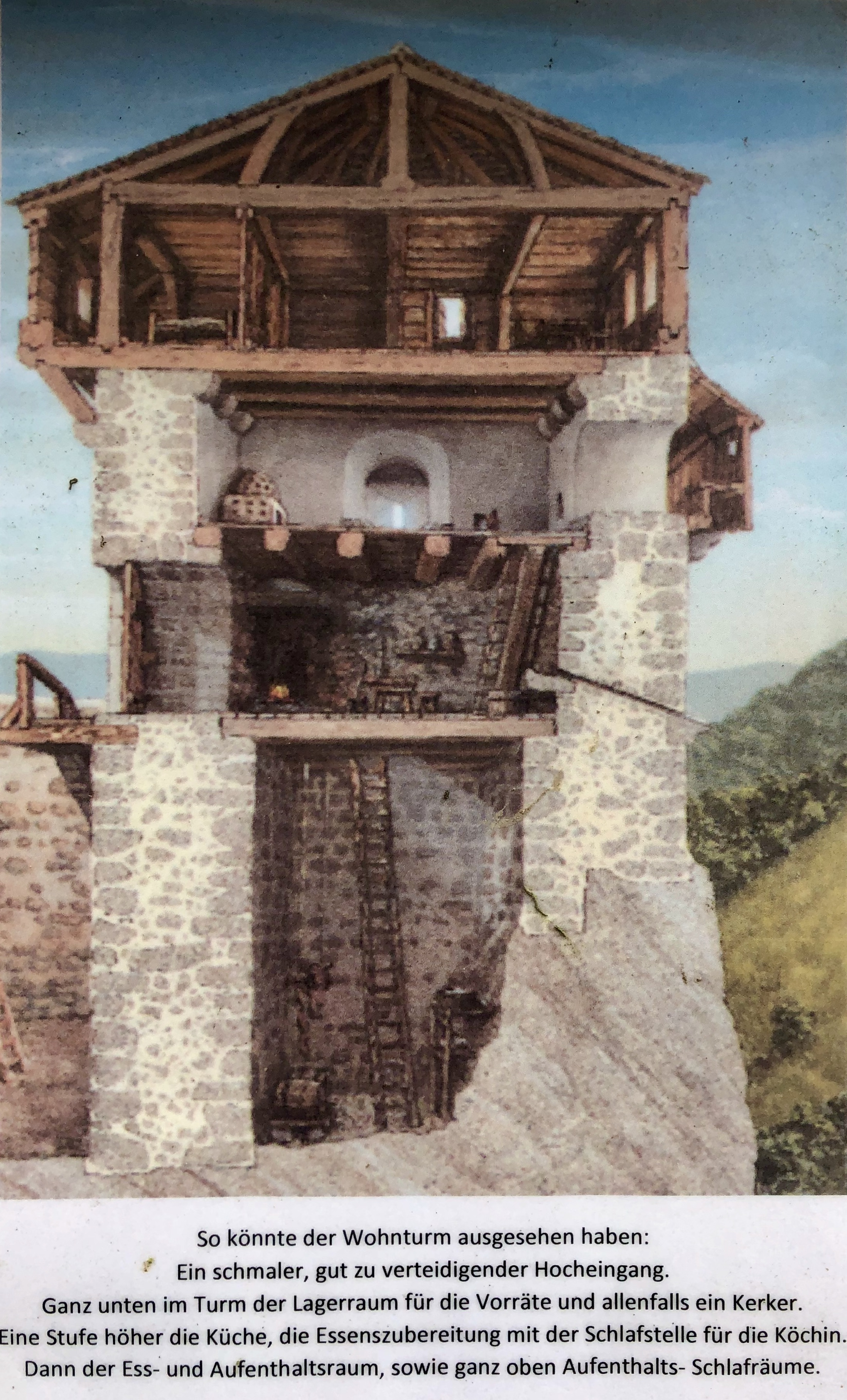
Blick in den Wohnturm (Möglichkeit)

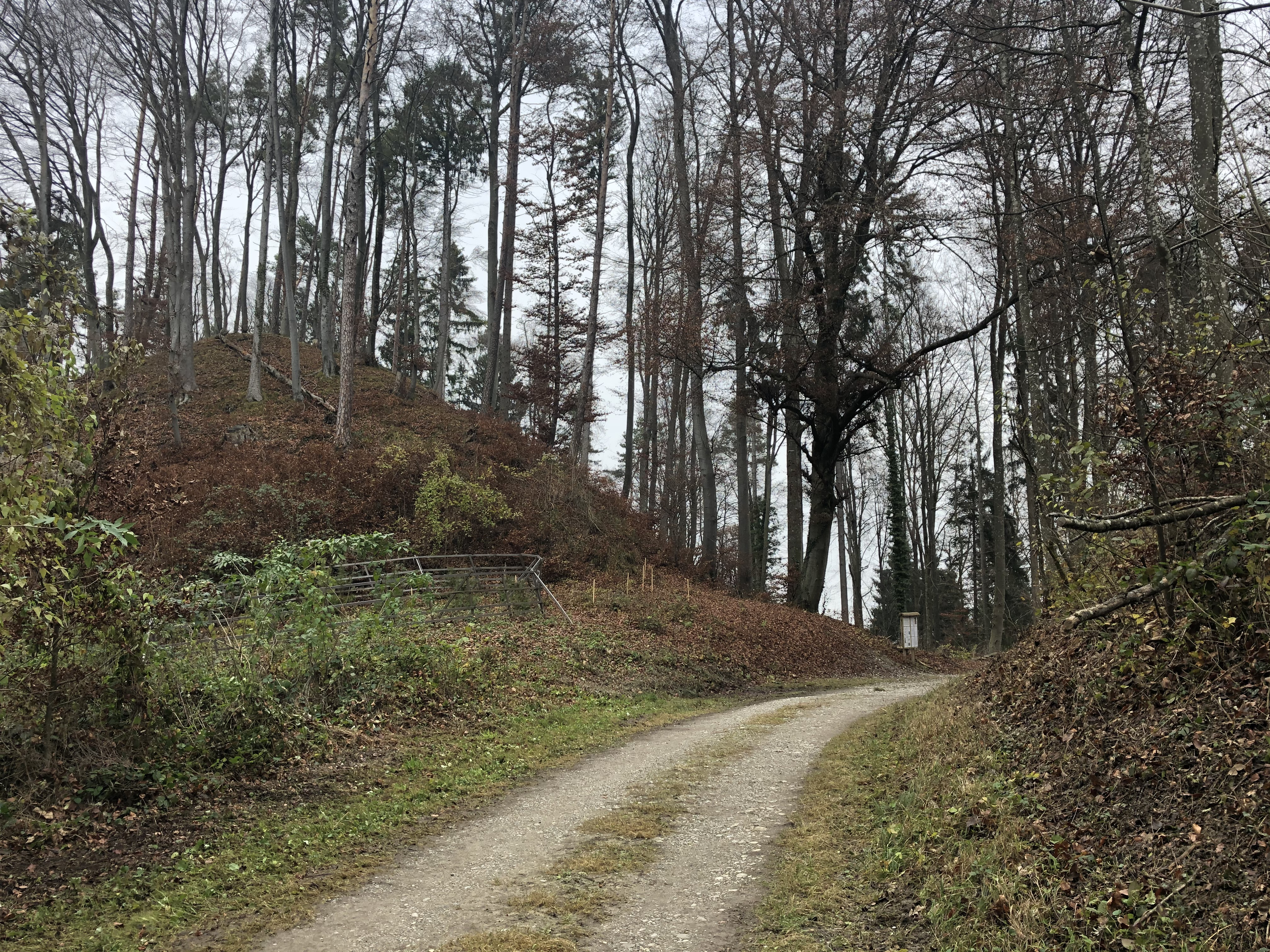
Zugang von Süden
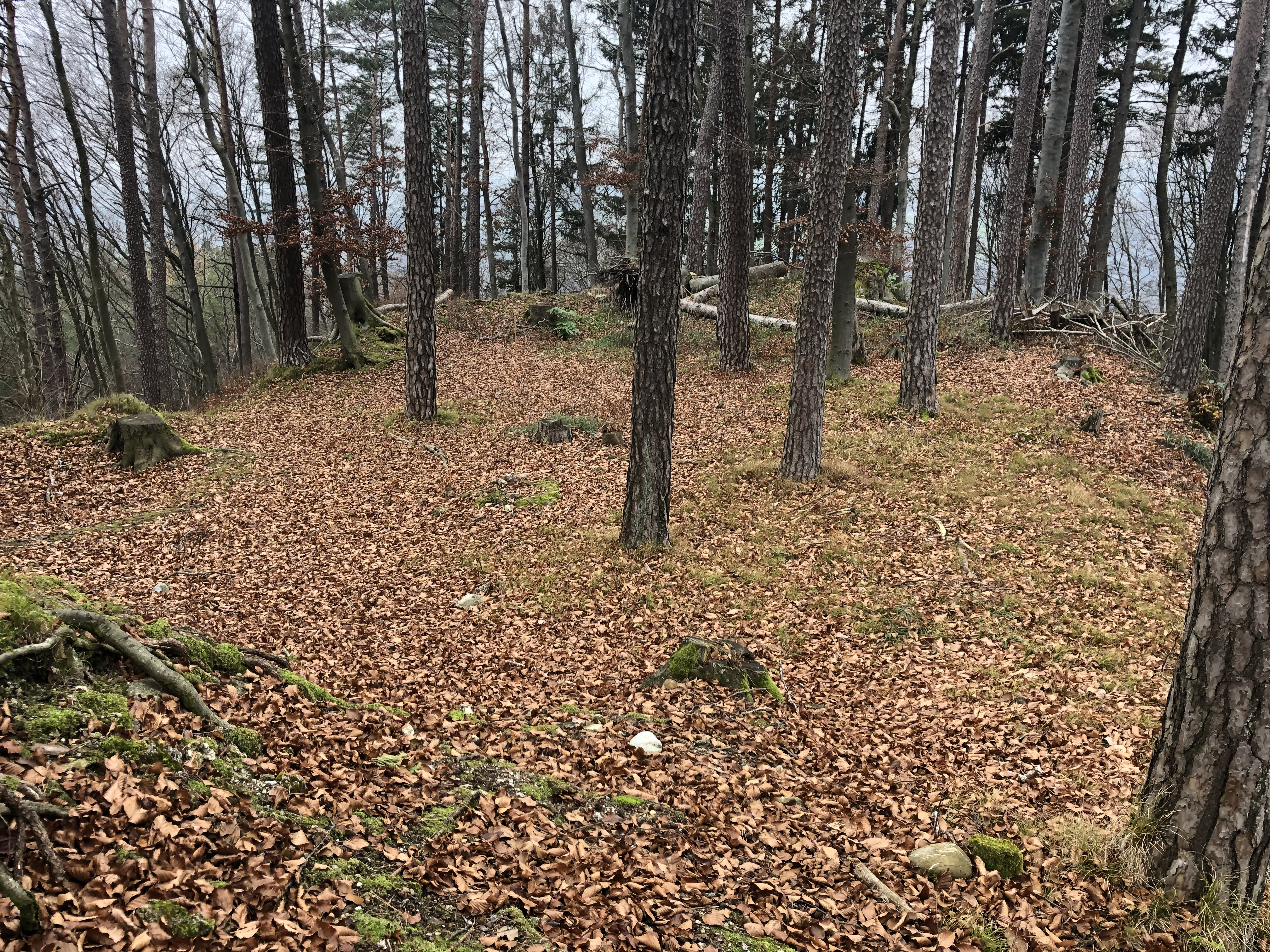
Lages des Burghofs
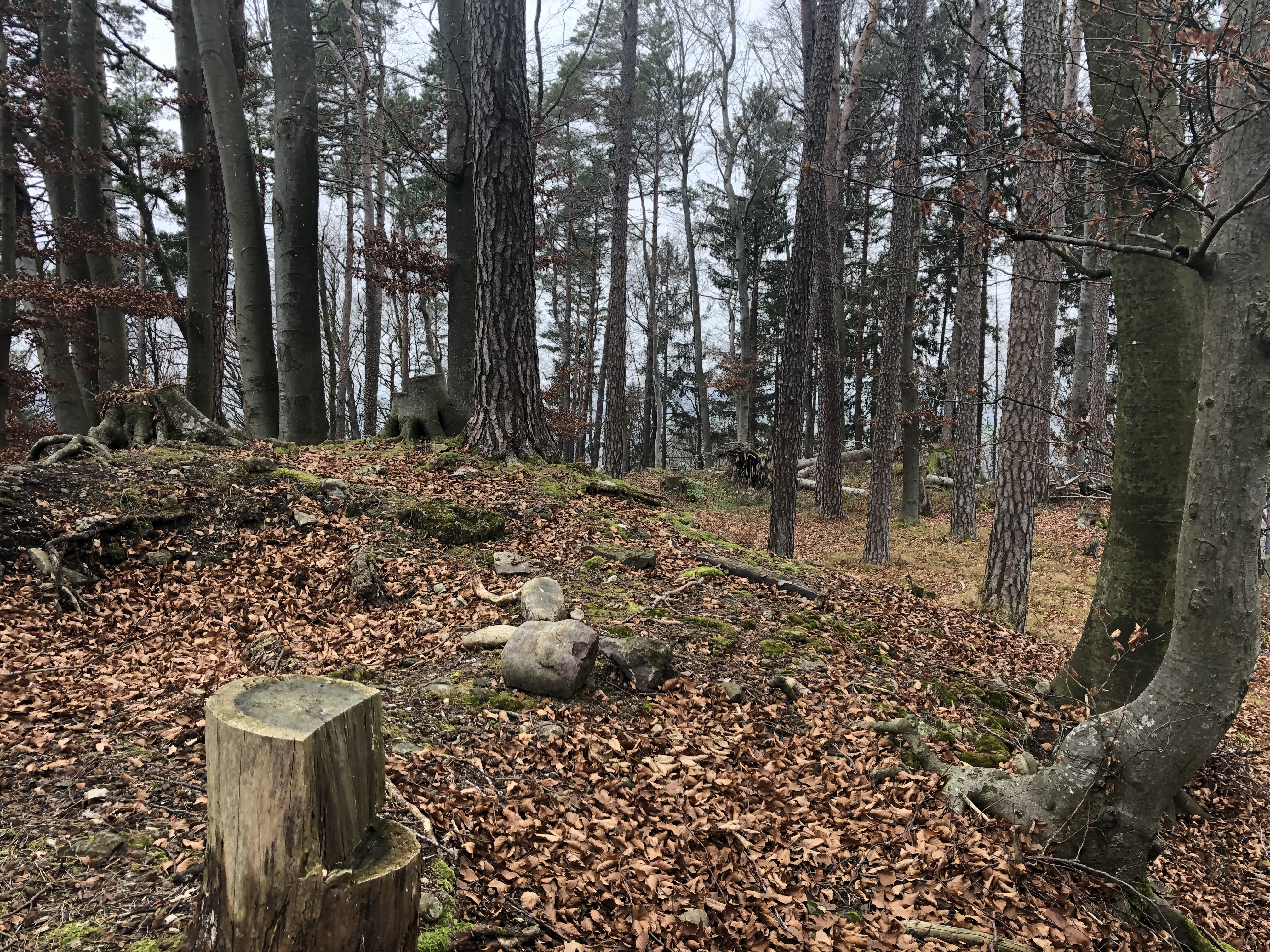
Standort des Turms
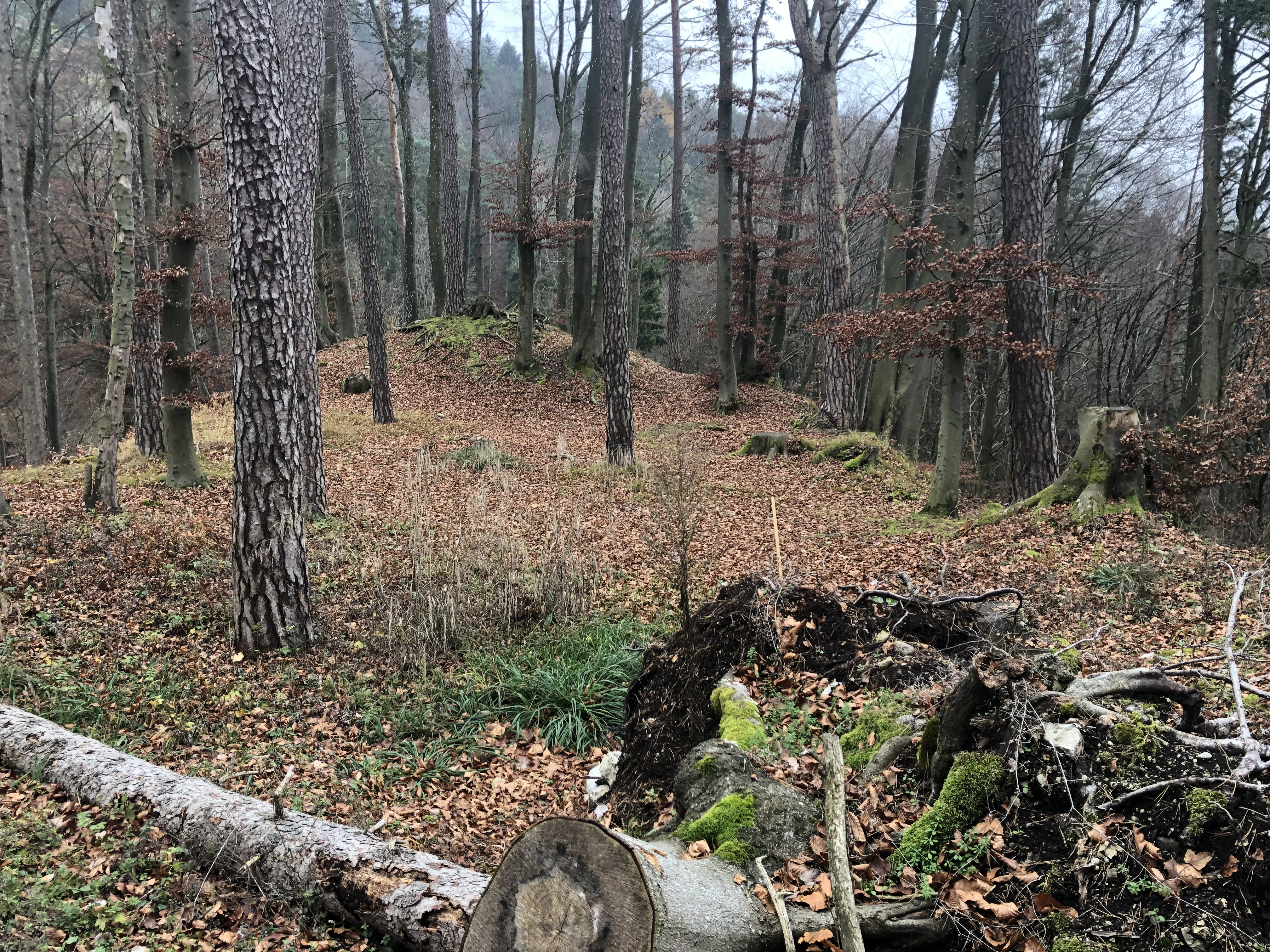
Blick nach Südosten Richtung Turm
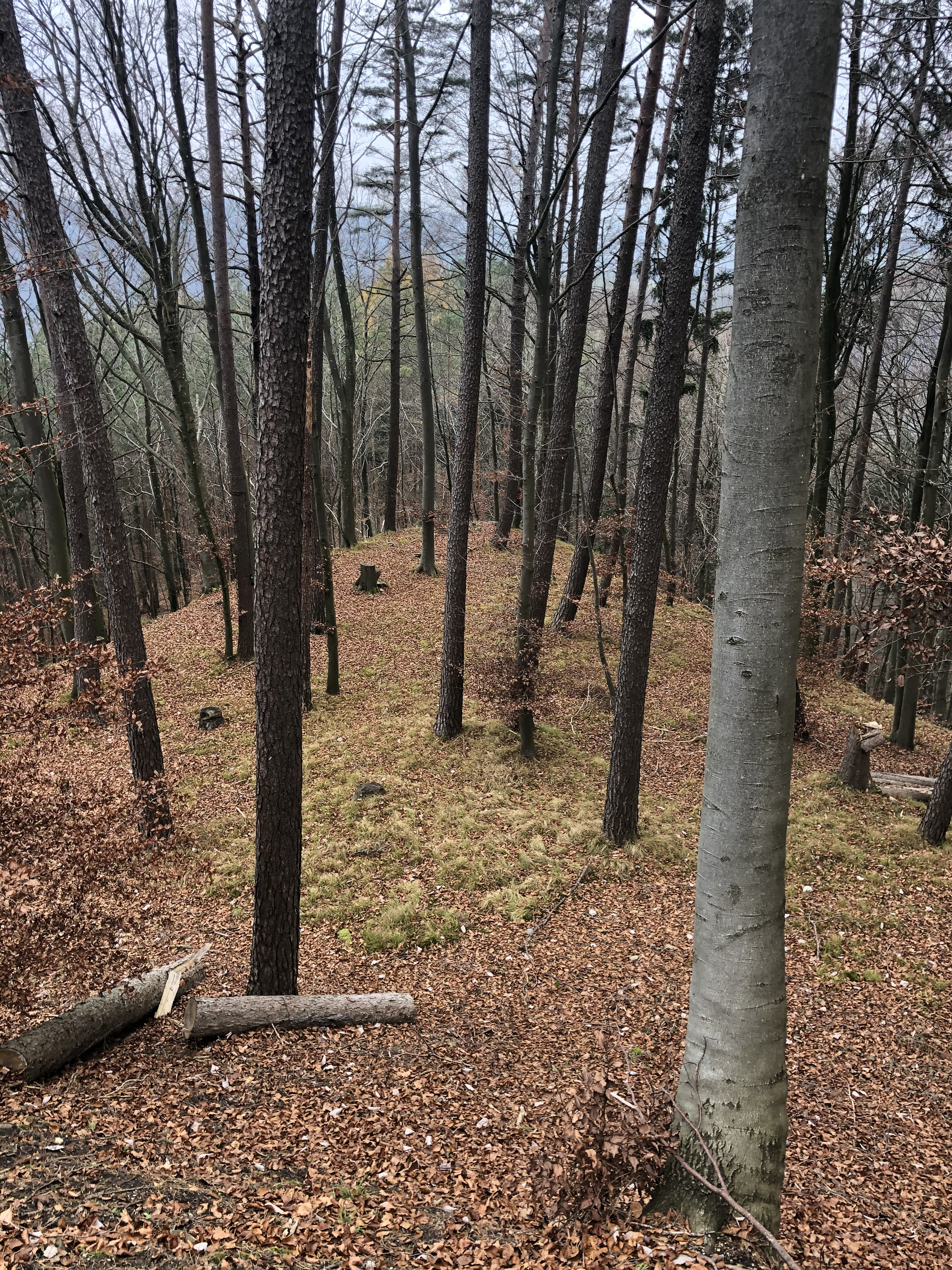
Gelände der Vorburg